# Miguel Santonja Cantó
Miguel Santonja Cantó (Alcoy, 1859 - Madrid, 1940) fue un músico, compositor y profesor español.

## Biografía
Nacido en la localidad alicantina de Alcoy el 25 de noviembre de 1859, falleció en Madrid el 11 de marzo de 1940. Santonja, al que se ha descrito como un «músico ignorado», como compositor cultivó el género de la zarzuela. Fue padre, junto a la pintora Carlota Rosales, del ilustrador y cartelista Eduardo Santonja Rosales.